# Année mondiale vétérinaire
L'année 2011 a été déclarée « Année mondiale vétérinaire » pour commémorer la fondation de la première École vétérinaire du monde à Lyon en 1761, immédiatement suivie par celle d'Alfort, près de Paris, en 1764, toutes deux à l'initiative du vétérinaire Claude Bourgelat

## Autres années mondiales
- Année de la physique 2005
- Année mondiale de l'astronomie 2009